# ガズィアンテプ・トラム
ガズィアンテプ・トラム（トルコ語: Gaziantep tramvay hattı）は、トルコの都市であるガズィアンテプ市内に存在する路面電車（ライトレール）。2020年現在はガズィアンテプ都市圏自治体の完全子会社であるガズィアンテプ交通会社（Gaziantep Ulaşım A.Ş.）、通称「ガズィルアス（Gaziulaş）」による運行が行われている。

## 概要
ガズィアンテプ都市圏自治体（Gaziantep Büyükşehir Belediyesi）が2006年に制定した交通計画に基づき、同都市に建設が実施された路面電車（ライトレール）。建設は3段階に分けて行われ、そのうち第1段階となるガズィアンテプ駅前広場（Gar meydanı） - ブルスジャンクション（Burç Kavşağı）間の全長9.5 kmは2008年に着工し、2011年3月1日に開通した。次いで第2段階、第3段階の区間の建設も実施され、前者は2012年9月7日、後者は2014年3月22日から営業運転を開始した。更に2016年には混雑解消のため線形改良や電停の延長が実施された他、アッケント（Akkent）方面へ向かう系統の延伸が行われている。これらの路線は開業以降ガズィアンテプ都市間交通計画・鉄道運営部門による運営が行われていたが、2016年6月1日以降はガズィルアスへ移管されている。
2020年現在は以下の3系統による運行が行われている。運賃についてはガズィウラスが運営する他の公共交通機関（路線バス）や動物園、博物館などの施設でも使用可能な非接触式ICカードのガズィアンテップカード（GAZİANTEP KAR）で支払う形が用いられており、路面電車の基本運賃は2.855トルコリラ（TL）である。
| 起点   | 終点         | 開業年 | 備考・参考 |
| ------ | ------------ | ------ | ---------- |
| Adliye | Burç Kavşağı | 2011年 | [ 9 ]      |
| Gar    | Adliye       | 2012年 | [ 10 ]     |
| Gar    | İbni sina    | 2014年 | [ 11 ]     |

## 車両
2020年の時点でガズィアンテプ・トラムに在籍する車両は全て他国の路面電車から譲渡されたものである。
- PT8 - 元はドイツのフランクフルト・アム・マイン（フランクフルト市電）で使用されていた、1972年製の3車体連接車。ガズィアンテプ・トラムでの運用に際してはドイツ・ベルリンで前面形状の改造を始めとした大規模な改造が施された。2010年、2013年と2度に渡って譲渡が実施され、2020年現在は25両が在籍する[5][12]。
- TFS - 元はフランスのルーアン（ルーアン・トラム（フランス語版））で使用されていた、1994年製の3車体連接式超低床電車（部分超低床電車）。2012年に導入されたもののその後は長期に渡って留置されていたが、延伸が進んだ事で順次営業運転に投入され、2020年現在は31両が在籍する[5][12][13][6]。

| 主要諸元 | 主要諸元 | 主要諸元    | 主要諸元 | 主要諸元 | 主要諸元 | 主要諸元 | 主要諸元 | 主要諸元 | 主要諸元 | 主要諸元            |
| 形式     | 両数     | 編成        | 速度     | 全長     | 全幅     | 全高     | 重量     | 定員     | 定員     | 参考                |
| 形式     | 両数     | 編成        | 速度     | 全長     | 全幅     | 全高     | 重量     | 着席     | 合計     | 参考                |
| -------- | -------- | ----------- | -------- | -------- | -------- | -------- | -------- | -------- | -------- | ------------------- |
| PT8      | 25両     | 3車体連接車 | 70km/h   | 29,118mm | 2,325mm  | 3,260mm  | 34.5t    | 54人     | 234人    | [ 5 ] [ 12 ] [ 13 ] |
| TFS      | 31両     | 3車体連接車 | 70km/h   | 29,410mm | 2,300mm  | 3,365mm  | 44.6t    | 42人     | 263人    | [ 5 ] [ 12 ] [ 13 ] |